# فيولاينيس
فيولاينيس (بالفرنسية: Violaines)‏ هي بلدية تقع في إقليم باد كاليه من منطقة نور با دو كاليه في شمال فرنسا. تبلغ مساحة هذه المدينة 10.01 (كم²)، وترتفع عن سطح البحر 24 م، يبلغ عدد سكانها 3737 نسمة حسب إحصاء المعهد الوطني للإحصاء والدراسات الاقتصادية سنة 2009 م. وترأس Jean-Bernard Firmin البلدية خلال فترة (2008-2014).

## توأمة
لفيولاينيس اتفاقيات توأمة مع:
- شفيرته